# The Sun Always Shines on T.V.
«The Sun Always Shines On T.V» es el tercer sencillo del álbum Hunting High And Low  de la banda noruega a-ha, el primer álbum oficial de la banda. Pese a no lograr el gran éxito de la anterior "Take on Me", el sencillo consiguió llegar al número uno en Irlanda y el Reino Unido y vender cinco millones de copias en todo el mundo. Es la Sexta Canción del álbum.

## Listado de canciones

### 7": Warner Bros. / W 8846Reino Unido
1. «The Sun Always Shines on T.V.» - 4:30
2. «Driftwood» - 3:04

### 12": Warner Bros. / W 8846T Reino Unido
1. «The Sun Always Shines on T.V.» (Versión extendida) - 8:25
2. «Driftwood» - 3:04

### 12": Warner Bros. / 20410-0Estados Unidos
1. «The Sun Always Shines on T.V.» (Versión extendida) - 8:25
2. «The Sun Always Shines on T.V.» (Instrumental) - 6:39
3. «Driftwood» - 3:04

## Vídeo
El vídeo es al parecer la segunda parte de "Take On Me". Luego se ve a a-ha tocando al frente de muchos maniquíes como en un concierto.
A-ha hizo el video en una especie de catedral abandonada, pero actualmente este edificio no se usa como iglesia y se ubica en Londres, Inglaterra.

## Otros lanzamientos

### Sencillo en vinilo de 7"
- Sencillo de Argentina de 7"

Presenta a The Sun Always Shines On T.V (5:06) y una canción de Sheila E, no se entregan muchos detalles sobre la canción ni sobre la cantante.
- Sencillo de Australia de 7"

Presenta a The Sun Always Shines On T.V (5:06) y a Driftwood (2:58).
- Sencillo de Canadá de 7"

Presenta a The Sun Always Shines On T.V (5:06) y a Driftwood (2:58).
- Promoción de Canadá de 7"

Presenta a The Sun Always Shines On T.V (5:06) y a Driftwood (2:58).
- Sencillo de Francia de 7"

Presenta a The Sun Always Shines On T.V (5:06) y a Driftwood (2:58).
- Sencillo de Alemania de 7"

Presenta a The Sun Always Shines On T.V (5:06) y a Driftwood (2:58).
- Sencillo de Italia de 7"

Presenta a The Sun Always Shines On T.V (5:06) y a Driftwood (2:58).
- Jukebox de Italia de 7"

Presenta a The Sun Always Shines On T.V (5:06) y a "Holding Back The Years" de Simply Red
- Sencillo de Japón

Presenta a The Sun Always Shines On T.V (5:06) y a Driftwood (2:58).
- Sencillo de Las Filipinas de 7"

Presenta a The Sun Always Shines On T.V (5:06) y a Driftwood (2:58).
- Sencillo de Perú de 7"

Presenta a The Sun Always Shines On T.V (5:06) con el nombre "El Sol Siempre Brilla En T.V." y a Driftwood (2:58) con el nombre "Madera Flotante".
- Promoción en Perú de 7"

Presenta a The Sun Always Shines On T.V con el nombre "El Sol Siempre Brilla En T.V." (5:06) y a Driftwood con el nombre "Madera Flotante" (2:58).
- Sencillo de Portugal de 7"

Presenta a The Sun Always Shines On T.V (5:06) y a Driftwood (2:58).
- Sencillo de Sudáfrica de 7"

Presenta a The Sun Always Shines On T.V (5:06) y a Driftwood (2:58).
- Sencillo de España de 7"

Presenta a The Sun Always Shines On T.V (5:06) y a Driftwood (2:58).
- Sencillo de UK de 7"

Presenta a The Sun Always Shines On T.V (5:06) y a Driftwood (2:58).
- Sencillo de UK de 7" (Imagen en el Disco)

Presenta a The Sun Always Shines On T.V (5:06) y a Driftwood (2:58).
- Sencillo de UK de 7" (Disco Flexi)

Presenta a The Sun Always Shines On T.V. (U.S. Dance Mix) (4:33).
- Promoción en UK de 7"

Presenta a The Sun Always Shines On T.V. (Radio Edit) y a The Sun Always Shines On T.V (5:06).
- Sencillo de Estados Unidos de 7"

Presenta a The Sun Always Shines On T.V (5:06) y a Driftwood (2:58).
- Promoción en Estados Unidos de 7"

Presenta a The Sun Always Shines On T.V (5:06) 2 veces por el mismo lado.
- Sencillo de Zimbabue o Zimbabue de 7"

Presenta a The Sun Always Shines On T.V (5:06) y a Driftwood (2:58).

### Sencillo en vinilo de 12"
- Sencillo de Australia de 12"

Presenta a The Sun Always Shines On T.V. (Versión Extendida) (8:25), The Sun Always Shines On T.V. (Instrumental) (6:40) y a Driftwood (2:58).
- Promoción en Brasil de 12"

Presenta a The Sun Always Shines On T.V. (Versión Extendida) (8:25) y canciones de otros artistas.
- Sencillo de Canadá de 12"

Presenta a The Sun Always Shines On T.V. (Versión Extendida) (8:25), The Sun Always Shines On T.V. (Instrumental) (6:40) y a Driftwood (2:58).
- Sencillo de Alemania de 12"

Presenta a The Sun Always Shines On T.V. (Versión Extendida) (8:25), The Sun Always Shines On T.V. (Instrumental) (6:40) y a Driftwood (2:58).
- Sencillo de Alemania de 12" (con Póster)

Presenta a The Sun Always Shines On T.V. (Versión Extendida) (8:25), The Sun Always Shines On T.V. (Instrumental) (6:40) y a Driftwood (2:58).
- Sencillo de Las Filipinas de 12"

Presenta a The Sun Always Shines On T.V (5:06), The Sun Always Shines On T.V. (Instrumental) (6:40) y a Driftwood (2:58).
- Sencillo de España de 12"

Presenta a The Sun Always Shines On T.V. (Versión Extendida) (8:25), The Sun Always Shines On T.V. (Instrumental) (6:40) y a Driftwood (2:58).
- Sencillo de UK de 12"

Presenta a The Sun Always Shines On T.V. (Versión Extendida) (8:25) y a Driftwood (2:58).
- Sencillo de UK de 12" (Segundo sencillo)

Presenta a The Sun Always Shines On T.V. (Versión Extendida) (8:25), The Sun Always Shines On T.V. (Instrumental) (6:40) y a Driftwood (2:58).
- Sencillo de UK de 12" (con Póster)

Presenta a The Sun Always Shines On T.V. (Versión Extendida) (8:25) y a Driftwood (2:58).
- Sencillo de Estados Unidos de 12"

Presenta a The Sun Always Shines On T.V. (Versión Extendida) (8:25), The Sun Always Shines On T.V. (Instrumental) (6:40) y a Driftwood (2:58).
- Volumen 8 de "Disconet Dance Classics" de Estados Unidos de 12"

Presenta a The Sun Always Shines On T.V. (Disconet) (8:55).
- Volumen 11 de "Disconet Dance Classics" de Estados Unidos de 12"

Presenta a The Sun Always Shines On T.V. (Disconet) (8:55), "Band Of Gold" de Short Circuit, "Don't Call Me" de Ron Lovely y Bitchin Medley de los 50.
- Hot Tracks doble pack de DJ de Estados Unidos de 12"

Presenta a The Sun Always Shines On T.V. (Hot Tracks) (9:15) (remzezcla por Mark "Hot Rod" Trollan), "The Best Of 1985 Top 40 Medley" parte 1, "Temptation Eyes" de Gino Soccio, "You're My Heart, You're My Soul" de Modern Talking, "Rise Up" de Yvonne Kay y "One Hot Night" de Zino ofrecido por Brian Soares.
- Hot Track de DJ de Estados Unidos de 12"

Presenta a The Sun Always Shines On T.V. (Hot Tracks) (9:15) (remezcla por Mark "Hot Rod" Trollan).

### Sencillo en CD
- Volumen 3 de "Disconet Dance Classics" de Estados Unidos

Presenta a The Sun Always Shines On T.V. (Disconet) (8:55) y canciones de otros artistas, la versión de The Sun Always Shines On T.V. (Disconet) es la sexta en el CD.

## Listas de éxitos
| Año  | Lista                              | Puesto | Certificaciones |
| ---- | ---------------------------------- | ------ | --------------- |
| 1985 | US Billboard Hot 100               | 2      |                 |
| 1985 | Lista de éxitos de Noruega         | 2      |                 |
| 1985 | Lista de éxitos de Suecia          | 2      |                 |
| 1985 | Lista de éxitos de Austria         | 8      |                 |
| 1985 | Lista de éxitos de Suiza           | 7      |                 |
| 1985 | UK Singles Chart                   | 1      | UK: Oro         |
| 1985 | Irish Singles Chart                | 1      |                 |
| 1985 | Lista de éxitos de Francia         | 10     |                 |
| 1985 | Lista de éxitos de Alemania        | 5      |                 |
| 1985 | Lista de éxitos de Italia          | 11     |                 |
| 1985 | Hot Dance Music/Maxi-Singles Sales | 5      |                 |
| 1986 | Canadian RPM Singles Chart         | 11     |                 |
| 2003 | Lista de éxitos de Hungría         | 9      |                 |